# Тупик (повесть)
Тупик (Дороги, которые мы не выбираем) — повесть американского писателя-фантаста Гарри Тертлдава, действие которой происходит в 2039 году. Сюжет описывает вымышленный первый контакт между человечеством и расой пришельцев под названием роксоланы. Повесть была опубликована в журнале «Astounding Science Fiction» в 1985 году.

## Сюжет
Экипаж роксоланского звездолёта, блуждая в поисках новых миров для завоеваний, случайно обнаруживает Землю. Не заметив на планете признаков использования антигравитационных технологий и кораблей с гипердрайвом, которые являются основой их цивилизации, капитан пришельцев надеется на лёгкую победу. Люди в первый момент тоже поражены, увидев манёвренность корабля инопланетян, оборудованного гравитационным двигателем. Но когда роксоланы, высадившись в центре города, начинают своё вторжение с убийства парламентёров, бой немедленно превращается в побоище: росколанские десантники, вооруженные фитильными мушкетами, Дульнозарядное оружие пушками, гранатами c дымным порохом и использующие в бою наполеоновские тактики штыковой атаки, не представляют для землян, вооружённых автоматическим оружием, танками и самонаводящимися ракетами, никакой угрозы: войско вторжения терпит сокрушительное поражение всего за несколько минут. Большинство росколан погибает, и лишь несколько попадают в плен.
Допросив выживших пришельцев, люди узнают, что роксоланский метод космических перелётов и управления гравитацией чрезвычайно прост. Они открыли этот принцип ещё в свой Век паруса, едва научившись выплавлять металлы. После этого роксоланцы, обладая типичным средневековым менталитетом, начали строить воздушные и космические аппараты с целью захвата других планет, в чём до сей поры и преуспевали. Однако сама технология антигравитации — в отличие, например, от электричества — не имеет широкого спектра применения. Она может быть использована лишь единственным образом: для перемещения в пространстве. Более того, роксоланцы, получив в свое распоряжение неограниченное жизненное пространство и ресурсы завоёванных планет, потеряли стимул к дальнейшему развитию и прекратили дальнейшие научные и технические изыскания. Они никогда не достигли своих эквивалентов Промышленной и Научно-технической революций, у них нет ни радиосвязи, ни антибиотиков, ни электрического освещения. Даже их столица, освещаемая факелами и масляными лампами, по ночам практически не видна с орбиты. По людским меркам роксоланцы являются представителями цивилизации, крайне отсталой во всём, кроме антигравитации и гипердрайва.
В то же время человечество по случайному стечению обстоятельств попросту не сделало аналогичного открытия. В результате научные исследования землян велись сразу во множестве направлений, дав возможность добиться универсального прогресса во всех изученных областях. Единственное, в чём люди до сих пор уступали роксоланам — это в возможности совершать межзвёздные перелёты.
Изучив захваченный звездолёт, земные учёные быстро раскрывают принцип антигравитации и гипердрайва, после чего понимают, что эта технология сможет спасти перенаселённую Землю, особенно учитывая населенность Галактики либо отсталыми расами, либо цивилизациями, подобными земной, но не владеющими секретом гипердрайва. В противном случае сами роксоланы давно были бы завоеваны и порабощены. Таким образом, земляне, получив в свое распоряжение корабль с гипердрайвом, являются теперь сильнейшей цивилизацией космоса.
Осознав, что они только что дали воинственной и высокоразвитой расе способность создать свою собственную галактическую империю, пленные роксоланы могут лишь спрашивать себя: что же мы наделали? Точно так же думают и люди, недавно проводившие допросы пришельцев. Инопланетянам, уверенным, что между планетами не может быть никакого мирного сотрудничества, надеяться не на что. Однако у людей надежда есть: они считают, что человечество, пережившее несколько тотальных войн, всё-таки сумеет удержаться от развязывания геноцида в галактическом масштабе.